# Pec pod Čerchovem

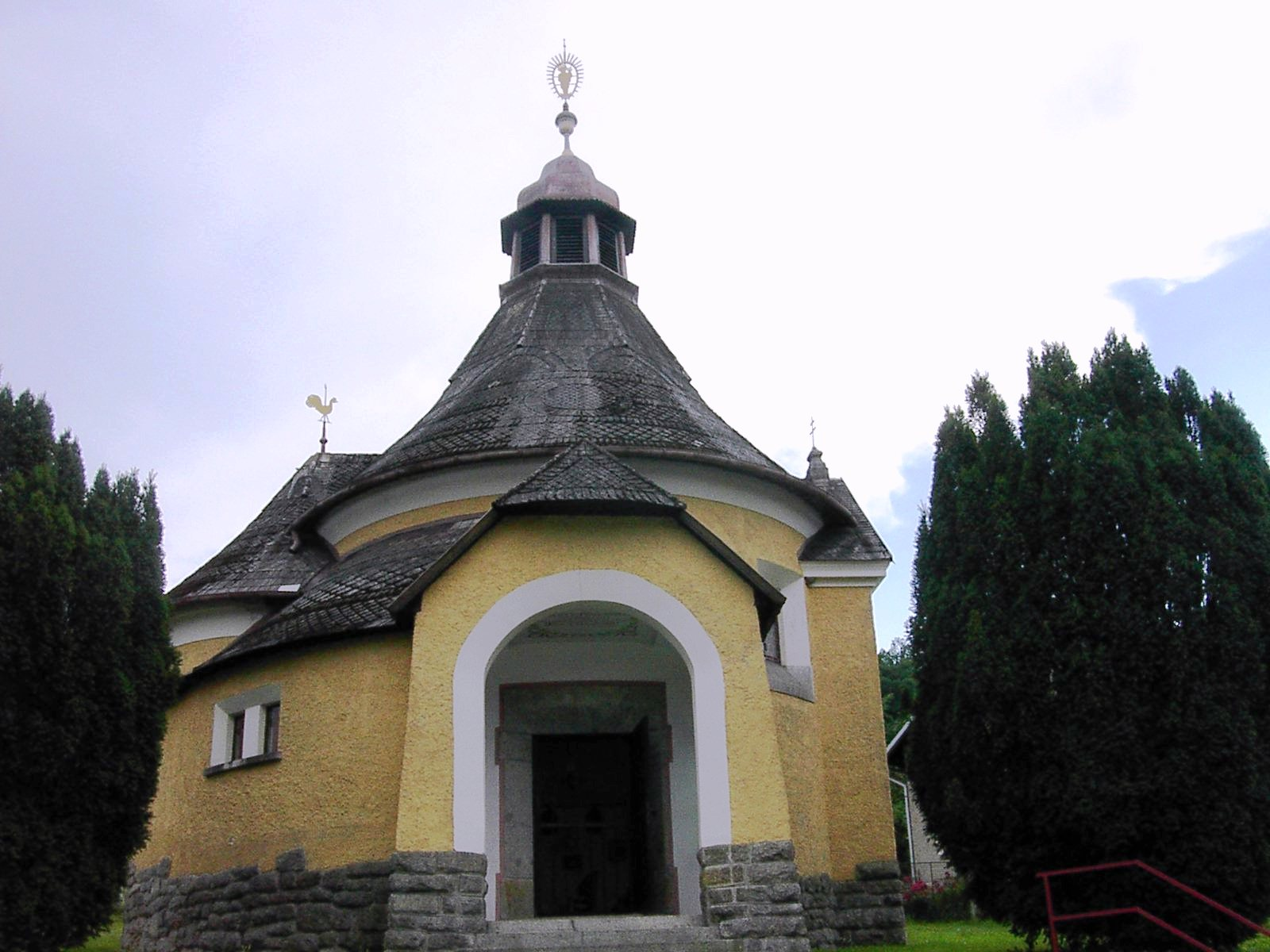
Kapelle des hl. Prokop

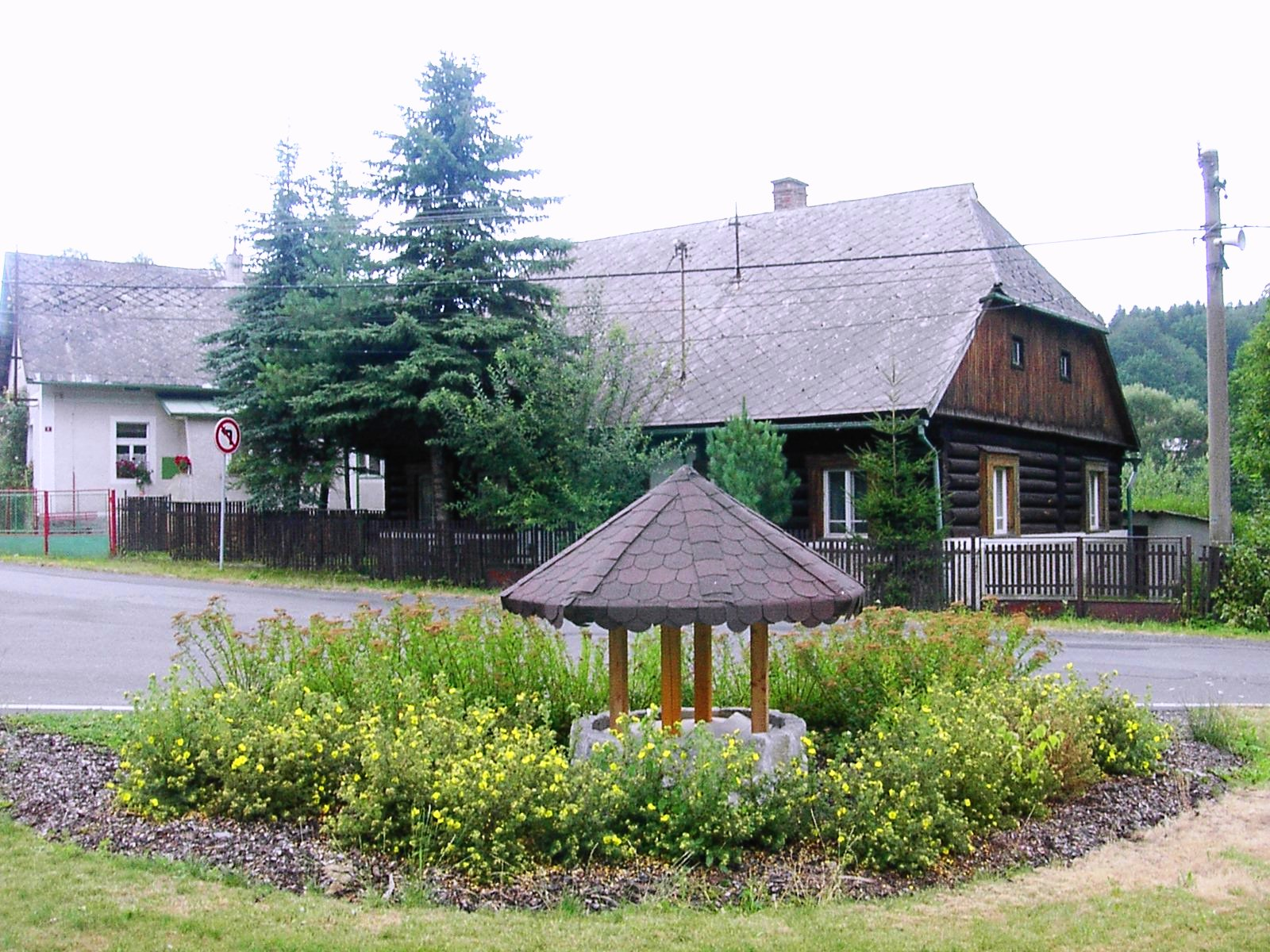
Gezimmerte Chaluppe

Pec (deutsch Hochofen) ist eine Gemeinde in Tschechien. Sie liegt acht Kilometer südwestlich von Domažlice (Taus) und gehört dem Okres Domažlice an.

## Geographie
Pec befindet sich am Fuße des Čerchov (Schwarzkopf) im Südosten des Oberpfälzer Waldes (Český les) in einem von Wäldern umgebenen Seitental des Černý potok.
Nachbarorte sind Chodov (Meigelshof) in Norden, Trhanov (Chodenschloß) und Pila (Schneidawerk) im Nordosten, Babylon (Babilon) im Westen, Česká Kubice (Böhmisch Kubizen) und Nová Kubice (Deutsch Kubizen) im Südwesten, Dolní Folmava (Unter Vollmau) im Süden, Zámeček im Südwesten sowie Capartice im Nordwesten.

## Geschichte
Die erste Erwähnung von Pec stammt aus dem Jahre 1652, als der Vogt der Herrschaft Chodenschloß, Melchior von Aschenbach, im Tal unterhalb des Schwarzkopfes einen Hochofen und eine Eisenhütte errichten ließ. Daneben entstanden Verwaltungsgebäude und eine Siedlung für die Hüttenleute, die den Namen "Officina Ferea" bzw. "Hochofen" erhielt. Anlässlich des letzten Schmelzens in der Lamingerhütte ließ der Eisenhändler Matěj Wáchal 1803 ein gusseisernes Kreuz aufstellen.
Nachdem die Eisenverhüttung eingestellt worden war, entstand 1809 an Stelle der alten Anlagen eine Glashütte, die bis 1860 produzierte. Haupterwerb für die Bewohner des Ortes bildete im 19. Jahrhundert die Holzfällerei sowie die Werkzeug- und Schuhmacherei. 1869 hatte Hochofen 545 Einwohner, 1910 waren es 626. Zu Beginn des 20. Jahrhunderts entwickelte sich das Dorf zu einer beliebten Sommerfrische. 1930 lebten in Hochofen 460 Menschen, die überwiegend der deutschen Volksgruppe angehörten.
Nach dem Münchner Abkommen wurde Hochofen dem Deutschen Reich zugeschlagen und gehörte zuerst zum Landkreis Markt Eisenstein und von 1940 bis 1945 zum Landkreis Waldmünchen. Nach dem Ende des Zweiten Weltkrieges kam Pec zur Tschechoslowakei zurück und die deutschen Bewohner wurden vertrieben.
Mit der Errichtung des Eisernen Vorhangs wurde der Čerchov  zum militärischen Sperrgebiet, dadurch kam der Tourismus zum Erliegen. Später wurde Pec nach Chodov eingemeindet. In den 1970er Jahren erfolgte die Schließung der Dorfschule. Seit 1991 ist Pec wieder eine selbstständige Gemeinde.

## Sehenswürdigkeiten
- Kapelle des Hl. Prokop, errichtet 1908
- Gedenkkreuz für Matěj Wáchal und die Lamingerhütte
- Schrotholzhäuser
- Čerchov mit dem Kurz-Turm
- Holzfällermuseum, im Gebäude des Gemeindeamtes

## Persönlichkeiten
- Jaroslav Špillar (1869–1917), der Maler errichtete sich in Pec sein Atelier
- Jan František Hruška (1865–1937), der Schriftsteller und Ethnograph wurde in Pec geboren